# Squash nos Jogos Pan-Americanos de 2023 - Duplas masculinas
O torneio de duplas masculinas do squash nos Jogos Pan-Americanos de 2023 foi disputado em 2 e 3 de novembro de 2023 no Centro Esportivo de Raquetes, localizado no cluster do Estádio Nacional. Um total de 16 competidores de 8 Comitês Olímpicos Nacionais (CON) participaram do evento.

## Calendário
Horário local (UTC−3).
| Data          | Hora  | Fase             |
| ------------- | ----- | ---------------- |
| 2 de novembro | 12:00 | Quartas de final |
| 2 de novembro | 18:30 | Semifinais       |
| 3 de novembro | 19:00 | Final            |

## Medalhistas
| Ouro   | COL Juan Camilo Vargas e Ronald Palomino                                  |
| Prata  | MEX Leonel Cárdenas e César Salazar                                       |
| Bronze | PER Diego Elías e Alonso Escudero EAI Josué Enríquez e Alejandro Enríquez |

## Resultados
A competição foi realizada em dois dias até a definição dos medalhistas. Os perdedores das semifinais garantiram automaticamente as medalhas de bronze.
|  | Quartas de final                           | Quartas de final                           | Quartas de final                           | Quartas de final                           | Quartas de final |                                            |                                            | Semifinais | Semifinais | Semifinais | Semifinais | Semifinais |  |  | Final                                 | Final                                 | Final | Final | Final |
|  |                                            |                                            |                                            |                                            |                  |                                            |                                            |            |            |            |            |            |  |  |                                       |                                       |       |       |       |
|  | MEX Leonel Cárdenas MEX César Salazar      | MEX Leonel Cárdenas MEX César Salazar      | 11                                         | 11                                         |                  |                                            |                                            |            |            |            |            |            |  |  |                                       |                                       |       |       |       |
|  | CHI Matías Lacroix CHI José Tomás Gallegos | CHI Matías Lacroix CHI José Tomás Gallegos | 7                                          | 6                                          |                  |                                            |                                            |            |            |            |            |            |  |  |                                       |                                       |       |       |       |
|  | CHI Matías Lacroix CHI José Tomás Gallegos | CHI Matías Lacroix CHI José Tomás Gallegos | 7                                          | 6                                          |                  | MEX Leonel Cárdenas MEX César Salazar      | MEX Leonel Cárdenas MEX César Salazar      | 3          | 11         | 11         |            |            |  |  |                                       |                                       |       |       |       |
|  |                                            |                                            |                                            |                                            |                  | MEX Leonel Cárdenas MEX César Salazar      | MEX Leonel Cárdenas MEX César Salazar      | 3          | 11         | 11         |            |            |  |  |                                       |                                       |       |       |       |
|  |                                            | PER Diego Elías PER Alonso Escudero        | PER Diego Elías PER Alonso Escudero        | 11                                         | 8                | 5                                          |                                            |            |            |            |            |            |  |  |                                       |                                       |       |       |       |
|  | PER Diego Elías PER Alonso Escudero        | PER Diego Elías PER Alonso Escudero        | PER Diego Elías PER Alonso Escudero        | 11                                         | 8                | 5                                          | 8                                          | 11         | 11         |            |            |            |  |  |                                       |                                       |       |       |       |
|  | PER Diego Elías PER Alonso Escudero        | PER Diego Elías PER Alonso Escudero        |                                            |                                            |                  |                                            | 8                                          | 11         | 11         |            |            |            |  |  |                                       |                                       |       |       |       |
|  | ARG Roberto Pezzota ARG Leandro Romiglio   | ARG Roberto Pezzota ARG Leandro Romiglio   | 11                                         | 5                                          | 7                |                                            |                                            |            |            |            |            |            |  |  |                                       |                                       |       |       |       |
|  |                                            |                                            |                                            |                                            |                  |                                            |                                            |            |            |            |            |            |  |  | MEX Leonel Cárdenas MEX César Salazar | MEX Leonel Cárdenas MEX César Salazar | 11    | 3     | 3     |
|  |                                            |                                            | COL Juan Camilo Vargas COL Ronald Palomino | COL Juan Camilo Vargas COL Ronald Palomino | 9                | 11                                         | 11                                         |            |            |            |            |            |  |  |                                       |                                       |       |       |       |
|  | USA Shahjahan Khan USA Todd Harrity        | USA Shahjahan Khan USA Todd Harrity        | 5                                          | 6                                          |                  |                                            |                                            |            |            |            |            |            |  |  |                                       |                                       |       |       |       |
|  | COL Juan Camilo Vargas COL Ronald Palomino | COL Juan Camilo Vargas COL Ronald Palomino | 11                                         | 11                                         |                  |                                            |                                            |            |            |            |            |            |  |  |                                       |                                       |       |       |       |
|  | COL Juan Camilo Vargas COL Ronald Palomino | COL Juan Camilo Vargas COL Ronald Palomino | 11                                         | 11                                         |                  | COL Juan Camilo Vargas COL Ronald Palomino | COL Juan Camilo Vargas COL Ronald Palomino | 11         | 11         |            |            |            |  |  |                                       |                                       |       |       |       |
|  |                                            |                                            |                                            |                                            |                  | COL Juan Camilo Vargas COL Ronald Palomino | COL Juan Camilo Vargas COL Ronald Palomino | 11         | 11         |            |            |            |  |  |                                       |                                       |       |       |       |
|  |                                            | EAI Josué Enríquez EAI Alejandro Enríquez  | EAI Josué Enríquez EAI Alejandro Enríquez  | 10                                         | 7                |                                            |                                            |            |            |            |            |            |  |  |                                       |                                       |       |       |       |
|  | CAN David Baillargeon CAN Graeme Schnell   | CAN David Baillargeon CAN Graeme Schnell   | EAI Josué Enríquez EAI Alejandro Enríquez  | 10                                         | 7                | 10                                         | 9                                          |            |            |            |            |            |  |  |                                       |                                       |       |       |       |
|  | CAN David Baillargeon CAN Graeme Schnell   | CAN David Baillargeon CAN Graeme Schnell   |                                            |                                            |                  | 10                                         | 9                                          |            |            |            |            |            |  |  |                                       |                                       |       |       |       |
|  | EAI Josué Enríquez EAI Alejandro Enríquez  | EAI Josué Enríquez EAI Alejandro Enríquez  | 11                                         | 11                                         |                  |                                            |                                            |            |            |            |            |            |  |  |                                       |                                       |       |       |       |